# Arcterigone
Arcterigone Eskov & Marusik, 1994 è un genere di ragni appartenente alla famiglia Linyphiidae.

## Etimologia
Il nome deriva dal greco αρκτικός, arktikòs, cioè dell'estremo nord, artico, ad indicarne le zone di ritrovamento degli esemplari, e dal genere Erigone, con il quale ha varie caratteristiche in comune.

## Distribuzione
L'unica specie oggi nota di questo genere è stata reperita nelle zone artiche di Canada e Russia: in particolare nella penisola di Chukot e nella penisola di Yugor per la Russia e in varie isole dell'Arcipelago polare canadese.

## Tassonomia
Per la determinazione della specie tipo sono stati esaminati gli esemplari di Acartauchenius pilifrons (L. Koch, 1879).
A maggio 2011, si compone di una specie:
- Arcterigone pilifrons (L. Koch, 1879)[4] — Russia, Canada